# Nutri-Score

Označení Nutri-Score (A) pro nejvyšší nutriční kvalitu

Nutri-Score je systém nutričního hodnocení, který prokazuje celkovou nutriční hodnotu potravinářských výrobků. Produktům přiděluje hodnocení od A (nejlepší) do E (nejhorší) s barvami od zelené po červenou.
Tento systém byl vybrán francouzskou vládou v březnu 2017 k zobrazení na potravinářských výrobcích poté, co byl porovnán s několika štítky navrženými potravinářským průmyslem a maloobchodníky.
Systém doporučují některé další země Evropské unie, Evropská komise a Světová zdravotnická organizace.

## Hodnocení
Výpočet pro hodnocení je založen na konceptu vyvinutém britskou Agenturou pro potravinářské standardy (Food Standards Agency).
Základní výpočet se skládá ze tří kroků:
- Záporné body (N) se počítají na základě obsahu různých živin považovaných za problematické, jako je cukr.
- Kladné body (P) se počítají na základě obsahu různých živin považovaných za prospěšné, jako jsou bílkoviny.
- Vypočítá se celkové skóre.

Na základě celkového skóre je produktu přiřazeno označení v rozmezí od A (nejlepší) po E (nejhorší).
Nutriční obsahy negativně (N) ovlivňující Nutri-Score jsou:
- vysoká energetická hustota na 100 g nebo 100 ml,
- vysoký obsah cukru,
- vysoký obsah nasycených mastných kyselin,
- vysoký obsah soli.

Nutriční obsahy pozitivně (P) ovlivňující Nutri-Score jsou:
- obsah ovoce, zeleniny, ořechů a luštěnin
- obsah vlákniny,
- obsah bílkovin,
- obsah řepkového, ořechového a olivového oleje.

Kromě toho existují zvláštní pravidla pro sýry, „přidané tuky“ (např. rostlinné oleje nebo máslo) a nápoje.

## Cíle
Barevný štítek Nutri-Score je vždy zobrazen na přední straně obalu. Cílem projektu je umožnit spotřebitelům srovnání celkové nutriční hodnoty potravinářských výrobků ze stejné skupiny (kategorie) a mezi produkty si rychle informovaně vybrat.

## Rozšíření Nutri-Score

Nutri-Score v Evropě
Vláda doporučila použití
Dobrovolné použití ze strany výrobců
Neexistují data
Vláda je proti

Používání Nutri-Score doporučily vlády Francie, Belgie, Německa, Lucemburska, Nizozemska, Španělska a Švýcarska, v Portugalsku, Rakousku a Slovinsku je to pro výrobce dobrovolné.
Systém podporuje Světová zdravotnická organizace a Mezinárodní agentura pro výzkum rakoviny.
Proti zavedení povinného označování potravin v ČR je ministerstvo zemědělství a Potravinářská komora, podle kterých je dostatečný stávající systém. Označování formou Nutri-Score by dle nich rozdělovalo potraviny na dobré a špatné.
Ministerstvo zdravotnictví, Státní zdravotní ústav, Česká obezitologická společnost nebo ČLS JEP zavedení systému naopak podporují. Jejich zástupci argumentují tím, že v ČR mají dvě třetiny dospělých nadváhu a 20 procent trpí obezitou. Téměř třetinu všech úmrtí v ČR lze přičíst špatným stravovacím návykům.